# 660 (numero)
Seicentosessanta (660) è il numero naturale dopo il 659 e prima del 661.

## Proprietà matematiche
- È un numero pari.
- È un numero composto con 24 divisori: 1, 2, 3, 4, 5, 6, 10, 11, 12, 15, 20, 22, 30, 33, 44, 55, 60, 66, 110, 132, 165, 220, 330, 660. Poiché la somma dei suoi divisori (escluso il numero stesso) è 1356 > 660, è un numero abbondante.
- È un numero semiperfetto in quanto pari alla somma di alcuni (o tutti) i suoi divisori.
- È un numero 221-gonale.
- È un numero pratico.
- È un numero malvagio.
- È un numero scarsamente totiente.
- È un numero palindromo e un numero a cifra ripetuta nel sistema di numerazione posizionale a base 29 (MM) e in quello a base 32 (KK).
- È un numero congruente.
- È parte delle terne pitagoriche (63, 660, 663), (121, 660, 671), (208, 660, 692), (259, 660, 709), (275, 660, 715), (352, 660, 748), (396, 528, 660) , (425, 660, 785) , (495, 660, 825) , (576, 660, 876) , (660, 693, 957) , (660, 779, 1021) , (660, 880, 1100) , (660, 989, 1189), (660, 1001, 1199), (660, 1120, 1300), (660, 1377, 1527), (660, 1584, 1716), (660, 1755, 1875), (660, 1925, 2035), (660, 2128, 2228), (660, 2375, 2465), (660, 2431, 2519), (660, 2989, 3061), (660, 3267, 3333) , (660, 3600, 3660), (660, 4331, 4381), (660, 4928, 4972), (660, 5425, 5465), (660, 6032, 6068), (660, 7245, 7275), (660, 9063, 9087), (660, 9889, 9911), (660, 10880, 10900), (660, 12091, 12109), (660, 18144, 18156), (660, 21775, 21785), (660, 27221, 27229), (660, 36297, 36303), (660, 54448, 54452), (660, 108899, 108901).

## Astronomia
- 660 Crescentia è un asteroide della fascia principale del sistema solare.
- NGC 660 è una galassia spirale della costellazione dei Pesci.

## Astronautica
- Cosmos 660 è un satellite artificiale russo.

## Altri ambiti
660 : l'articolo 660 del Codice di Procedura Penale è inerente alla "Molestia o disturbo alle persone".